# Tennistavolo Norbello
Tennistavolo Norbello (Associazione Sportiva Dilettantistica Tennistavolo Norbello) è una società sportiva di tennistavolo con sede a Norbello (Or).
Nelle stagioni sportive 2022-2023, 2023-2024 ha partecipato ai seguenti campionati nazionali:
- Serie A-1 femminile
- Serie A-1 maschile
- Serie A-2 femminile
- Serie A-2 femminile